# Parc Nacional del Kilimanjaro
El Parc Nacional del Kilimanjaro és un Parc Nacional de Tanzània, situat a 300 quilòmetres al sud de la línia equatorial, a la regió de Kilimanjaro, a Tanzània. Està situat prop de la ciutat de Moshi i inclou la totalitat de la muntanya Kilimanjaro per sobre de la línia d'arbres i l'estatge montà que l'envolta per sobre de 1.820 metres. Cobreix una àrea de 1.688 km².
El parc va generar 51 milions USD en ingressos el 2013, la segona major quantitat de qualsevol altre parc nacional de Tanzània.
Està inscrit a la llista del Patrimoni de la Humanitat des del 1987.

## Història
A principis del segle xx, el Kilimanjaro i els boscos adjacents van ser declarats com una reserva de caça pel govern colonial alemany. El 1921, va ser designada com una reserva forestal. El 1973, la muntanya per sobre de la línia d'arbres (prop de 2.700 metres) va ser reclassificat com a parc nacional. El parc va ser declarat com a Patrimoni de la Humanitat de la UNESCO el 1987. El 2005, el parc va ser ampliat per incloure tot el bosc montà, que havia estat part de la Reserva Forestal Kilimanjaro.